# Mamoudzou
Mamoudzou (na lokalnom komorskom jeziku: Momoju), glavni grad francuskog prekomorskog departmana Mayotte. Ima 6 186 stanovnika. (po popisu iz 2007.), općina Mamoudzou ima 53 022 stanovnika u 8 naselja; Kawéni, Mamoudzou, Mtsapéré, Kavani, Passamainty, Tsoundzou 1, Tsoundzou 2 i Vahibé.

## Geografska obilježja
Mamoudzou leži na istočnoj obali najvećeg otoka Grande-Terre (ili Mahoré), preko puta grada Dzaoudzi na otočiću Pamanzi (Petite-Terre) udaljenog svega 2.5 km od grada.
Mamoudzou je raštrkana općina koja se sastoji od sljedećih naselja; Mamoudzou, Mtsapéré, Passamainty, Vahibé, Kaweni, Tsoundzou 1, Tsoundzou 2 i Kavani. Neka od tih naselja leže na samoj obali na 1 m nadmorske visine kao Mamoudzou, a neka u unutrašnjosti na prosječnih 200 m, kao Vahibé
Grad je upravno podijeljen u tri kantona: Mamoudzou I (Mamoudzou i Kawéni), Mamoudzou II (Mtsapéré i Kavani) i Mamoudzou III (Passamainti, Tsoundzou 1, Tsoundzou 2 i Vahibéni). 

## Stanovništvo
| Naselje     | 1997. | 2002.  | 2007.  |
| ----------- | ----- | ------ | ------ |
| Kavani      | 3 948 | 5 488  | 8 100  |
| Kaweni      | 6 206 | 9 604  | 11 562 |
| Mamoudzou   | 5 666 | 6 533  | 6 186  |
| Mtsapéré    | 6 979 | 10 495 | 11 283 |
| Passamainty | 5 173 | 6 008  | 7 086  |
| Tsountsou 1 | 2 093 | 3 058  | 3 398  |
| Tsountsou 2 | 574   | 1 063  | 1 671  |
| Vahibé      | 2 135 | 3 236  | 3 736  |

| 1997.  | 2002.  | 2007.  |
| ------ | ------ | ------ |
| 32 733 | 45 475 | 53 022 |

## Povijest
Povijest Mamoudzoua počela je 1830. kad je do otoka Grande-Terre doplovila jedna skupina iz plemena Sakalava s Madagaskara, na čelu sa svojim vođom Andriantsoulijem (koji je kasnije postao sultan Mayotta) i iskrcala se na rtu Mahabou, gdje su se naselili.Andriantsouli je 1841., nakon brojnih napada sa susjednih Komora i Madagaskara na naselje, pristao u zamjenu za francusku zaštitu prepustiti otok Francuzima. Ugovor je sklopljen u francuskoj utvrdi Dzaoudzi 29. travnja 1841. između njega i zapovjednika utvrde Passota.Vremenom se Mamoudzou počeo spajati s obližnjim naseljima, i širiti po otoku, dok je za Dzaoudzi to postalo nemoguće zbog suviše malog područja na otoku, tako da je 1986. Mamoudzou postao glavni grad Departmana Mayotte, zamijenivši Dzaoudzi koji je u kolonijalnom razdoblju bio glavni grad cijelog Komorskog otočja (uključujuću i Mayotte).

## Znamenitosti
Znamenitosti Mamoudzoua su spomenik Zaïni Mdéré, aktivistici koja se na referendumima 1974. i 1976. borila za to da Mayotte ostane u Francuskoj, grob posljednjeg otočkog sultana Andrianantsoulyja na rtu Mahabou, bijela džamija Balamanga u naselju Mtsapéré i stara rezidencija guvernera Mayotta u naselju Kawéni.

## Gospodarstvo, promet i školstvo
Turizam, ribolov (2 378 tona u 2005.) i poljoprivreda; uzgoj vanilije, ilang-ilanga i kave glavne su gospodarske grane Mayotta. Većina te robe se skladišti, pakira i eksportira iz luke u Mamoudzou u Industrijskoj zoni Kaweni. 
U gradu djeluje više osnovnih škola, dvije gimnazije i 6 stručnih srednjih i viših škola.
Mamoudzou nema vlastitu zračnu luku, već se služi s onom kod grada Dzaoudzija (IATA kod: DZA, ICAO kod: FMCZ)) na otoku Pamanzi.

## Klimatska obilježja
Mamoudzou ima Tropsku monsunsku klimu po Köppenovoj klasifikaciji klime s dugom kišnom sezonom od devet mjeseci i kratkom sušnom sezonom koja traje od lipnja do kolovoza, kad ukupno padne samo 34 mm kiše (godišnje padne 2 509 mm). Prosječna temperatura od oko 30 ° C je relativno konstantna tijekom cijele godine.
| Klimatološki srednjaci za Mamoudzou | Klimatološki srednjaci za Mamoudzou | Klimatološki srednjaci za Mamoudzou | Klimatološki srednjaci za Mamoudzou | Klimatološki srednjaci za Mamoudzou | Klimatološki srednjaci za Mamoudzou | Klimatološki srednjaci za Mamoudzou | Klimatološki srednjaci za Mamoudzou | Klimatološki srednjaci za Mamoudzou | Klimatološki srednjaci za Mamoudzou | Klimatološki srednjaci za Mamoudzou | Klimatološki srednjaci za Mamoudzou | Klimatološki srednjaci za Mamoudzou | Klimatološki srednjaci za Mamoudzou |
| mjesec                              | sij                                 | velj                                | ožu                                 | tra                                 | svi                                 | lip                                 | srp                                 | kol                                 | ruj                                 | lis                                 | stu                                 | pro                                 | godina                              |
| ----------------------------------- | ----------------------------------- | ----------------------------------- | ----------------------------------- | ----------------------------------- | ----------------------------------- | ----------------------------------- | ----------------------------------- | ----------------------------------- | ----------------------------------- | ----------------------------------- | ----------------------------------- | ----------------------------------- | ----------------------------------- |
| srednji maksimum, °C                | 30                                  | 30                                  | 30                                  | 30                                  | 30                                  | 28                                  | 28                                  | 28                                  | 28                                  | 30                                  | 29                                  | 30                                  | 29,25                               |
| srednji minimum, °C                 | 25                                  | 25                                  | 25                                  | 25                                  | 24                                  | 23                                  | 22                                  | 21                                  | 21                                  | 23                                  | 24                                  | 25                                  | 22                                  |
| oborine, mm                         | 19,9                                | 16,5                                | 13,9                                | 7,6                                 | 2,4                                 | 1,2                                 | 0,7                                 | 1,0                                 | 1,5                                 | 3,7                                 | 5,5                                 | 10,5                                | 2509                                |
| Izvor:                              |                                     |                                     |                                     |                                     |                                     |                                     |                                     |                                     |                                     |                                     |                                     |                                     |                                     |

## Vanjske poveznice
- Ville de Mamoudzou[neaktivna poveznica]
- La ville de Mamoudzou
- Conseil Général de Mayotte - Mamoudzou